# Momuy
Momuy (ausgesprochen momœj) ist eine französische Gemeinde mit 482 Einwohnern (Stand 1. Januar 2022) im Département Landes in der Region Nouvelle-Aquitaine (vor 2016: Aquitanien). Die Gemeinde gehört zum Arrondissement Mont-de-Marsan und zum Kanton Chalosse Tursan.
Die Herkunft des Namens ist eine Tautologie im Zusammenhang mit dem französischen Wort mont (deutsch Berg) oder ein älteres Oronym, das „Name des Gebirges“ bedeutet.
Die Einwohner werden Momuyais und Momuyaises genannt.

## Geographie
Momuy liegt ca. 35 Kilometer südlich von Mont-de-Marsan in der Landschaft Chalosse der historischen Provinz Gascogne am südlichen Rand des Départements.
Umgeben wird Momuy von den Nachbargemeinden:
| Saint-Cricq-Chalosse | Hagetmau                                    |                    |
| Cazalis              | Kompassrose, die auf Nachbargemeinden zeigt | Labastide-Chalosse |
| Nassiet              | Castaignos-Souslens                         | Argelos            |

Momuy liegt im Einzugsgebiet des Flusses Adour.
Der Luy de France, ein Zufluss des Adour, markiert die Grenze zu den südlichen Nachbargemeinden Nassiet, Castaignos-Souslens und Argelos. Der Ruisseau de Cazalis, ein Nebenfluss des Luy de France, entspringt in Momuy und fließt an der Grenze zur Nachbargemeinde Cazalis entlang.

## Geschichte
Die ersten Spuren einer Besiedelung des Landstrichs datieren aus dem dritten Jahrhundert in Form von Bronzemünzen mit Abbildungen der römischen Kaiser Gallienus und Probus, die 1856 in einer Vase gefunden wurden. Eine Charta vom 30. September 1341 zugunsten des Barons von Momuy ist vom englischen König Eduard III. unterschrieben worden und belegt die Gründung des Dorfes als Bastide. Die Seigneurie lag in den Händen der Familie d’Arzac bis zum Jahre 1660.

### Einwohnerentwicklung
Nach Beginn der Aufzeichnungen stieg die Einwohnerzahl bis zur Mitte des 19. Jahrhunderts auf Höchststände von rund 805. In der Folgezeit sank die Größe der Gemeinde bei kurzen Erholungsphasen bis zu den 1970er Jahren auf rund 360 Einwohner, bevor eine moderate Wachstumsphase einsetzte, die bis heute andauert.
| Jahr      | 1962 | 1968 | 1975 | 1982 | 1990 | 1999 | 2006 | 2010 | 2022 |
| --------- | ---- | ---- | ---- | ---- | ---- | ---- | ---- | ---- | ---- |
| Einwohner | 405  | 373  | 359  | 377  | 386  | 367  | 427  | 453  | 482  |

## Sehenswürdigkeiten

### PfarrkircheSaint-Martin

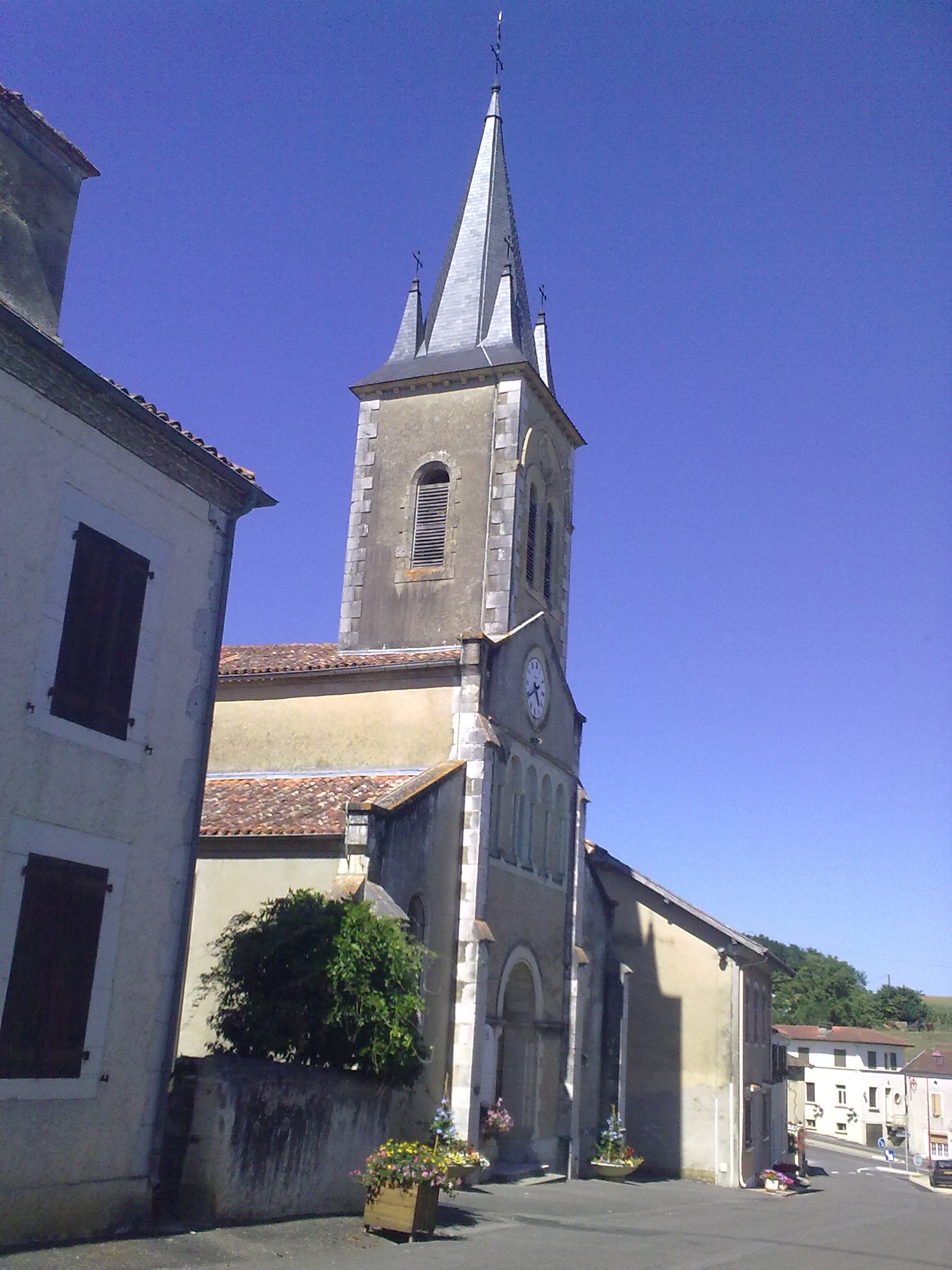
Pfarrkirche Saint-Martin

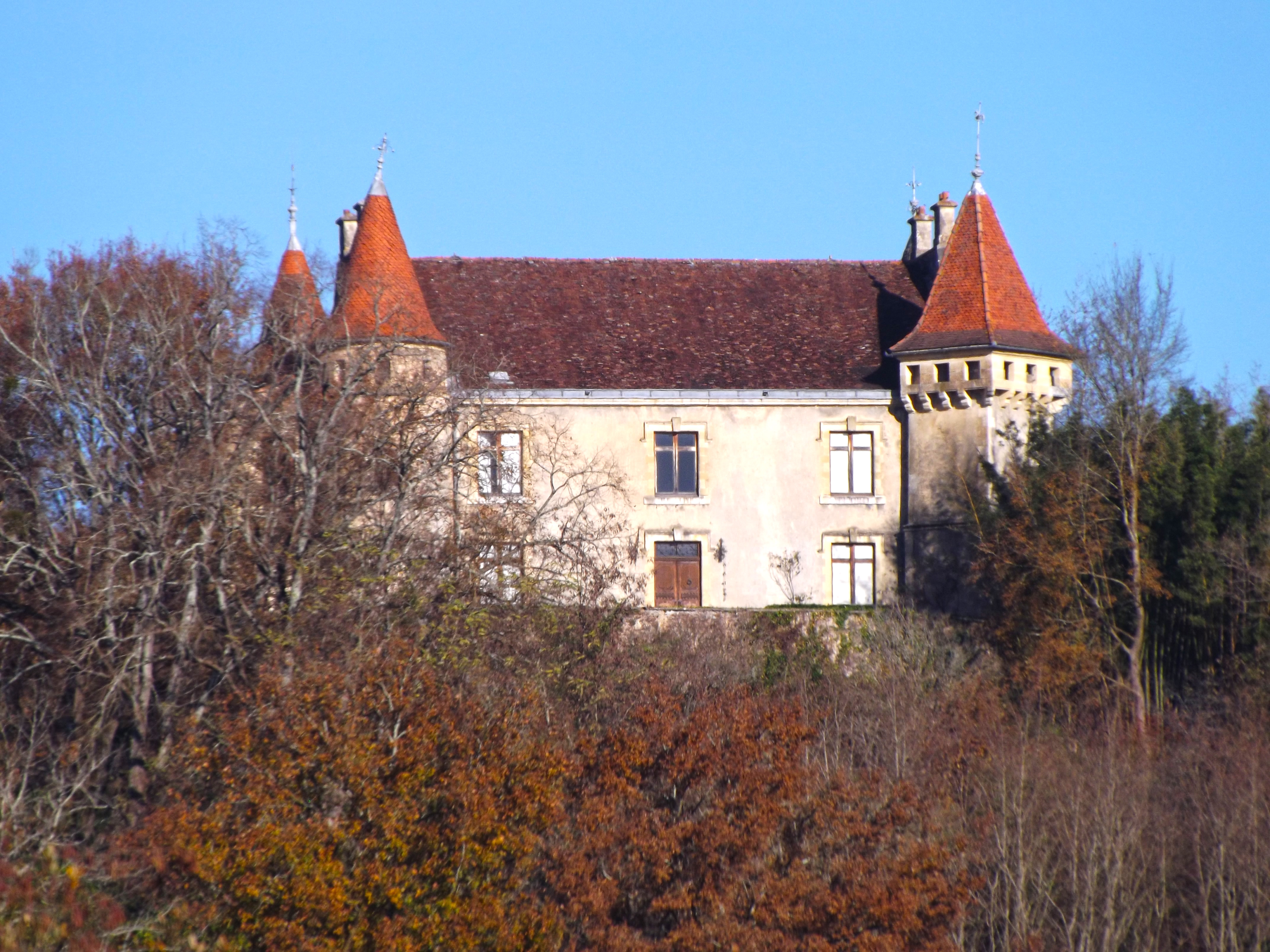
Schloss Momuy

Auf dem Gebiet der heutigen Gemeinde gab es einst zwei Kirchengemeinden mit der Pfarrkirche Saint-Pierre de Cazalon südwestlich des heutigen Zentrums, die 1943 und 1944 leer stand und 1963 abgerissen wurde, und mit der Pfarrkirche Saint-Martin de Claa im Nordwesten im Ortsteil Biellé, dem ehemaligen Zentrum der Gemeinde Momuy. Die letztgenannte Kirche, an der sich ein Friedhof anschloss, wurde in den Hugenottenkriegen von protestantischen Truppen unter Führung des Hauptmanns Villeneuve geplündert und verwüstet. Der damalige Pfarrer Etienne Dubourg wurde bei dieser Gewalttat getötet. Sie wurde 1866 abgerissen, zwei Jahre nach dem Beschluss der Gemeinde, eine neue Kirche im neuromanischen Stil im neuen Zentrum nach Plänen des Architekten E. Cazenave zu errichten. 1868 wurden die Bauarbeiten aufgenommen und im September 1871 abgeschlossen. Das Gebäude ist vollständig aus verputztem Bruchstein errichtet und besitzt drei Kirchenschiffe mit einer Länge von fünf Jochen. Das Hauptschiff wird durch einen halbrunden Chor verlängert, der von zwei Sakristeien flankiert wird. Das falsche Kreuzrippengewölbe ruht im Langhaus auf Pilastern, die sich an viereckige Pfeiler anschließen, im Chor auf Kämpfern. Das Mittelschiff öffnet sich zu den Seitenschiffen über große Rundbogenarkaden. Der viereckige Glockenturm mit Zwillingslanzetten erhebt sich im Westen oberhalb der Vorhalle. Er ist mit einem oktogonalen, mit Schiefer gedeckten Helm ausgestattet. Seine Kanten sind mit Verzahnungen, seine Turmecken mit Dachreitern ausgestaltet. Die Fassade ist in der Höhe mit einem Bogenfries auf schmalen Säulen verziert. Abgeschrägte Strebepfeiler umsäumen das ganze Gebäude.
Der älteste Ausstattungsgegenstand ist ein Weihwasserbecken aus der zweiten Hälfte des 16. oder der ersten Hälfte des 17. Jahrhunderts, das ursprünglich in der abgerissenen Kirche Saint-Pierre de Cazalon stand. Die grobe Datierung konnte aufgrund der umfänglichen Verzierung des Gefäßes mit Godronierung, Darstellung von Vögeln, Weintrauben, Sonnenblumen, Schwertlilien, Girlanden, Blumen, vorgenommen werden. Weitere ältere Elemente sind vier Statuen aus dem ausgehenden 17. oder beginnenden 18. Jahrhunderts, die ursprünglich in der ehemaligen Kirche Saint-Martin de Claa zu sehen waren. Die ca. 180 cm großen Figuren aus Holz haben ihre ursprüngliche Polychromie verloren und haben ab 1922 ihren Platz auf Sockeln an der Wand im Chor der Pfarrkirche gefunden. Es handelt sich um Darstellungen des heiligen Martin von Tours, dem Schutzpatron der Kirche, der Maria im Moment ihrer Aufnahme in den Himmel, des Apostels Petrus und des heiligen Paulus. Der heilige Martin erscheint als Bischof mit Krummstab und Mitra, der heilige Petrus hält zwei Schlüssel in seiner linken Hand und ein offenes Buch in seiner rechten, der heilige Paulus ein Schwert und ebenfalls ein offenes Buch. Maria hat ihren Blick auf den Himmel gerichtet und die Arme auf ihrer Brust gekreuzt. Engelsköpfe am Fundament komplettieren die Szene. Fünf Glasfenster sind Werke des Glasmalers Emmanuel Marie Joseph Champigneulle aus Nancy aus dem Jahre 1920. Sie zeigen biblische Szenen und Personen, die unbefleckte Empfängnis, die Verkündigung des Herrn, Pfingsten, Christi Himmelfahrt und Agnes von Rom als Märtyrerin mit ihrem Scharfrichter und einem Engel. Jedes Motiv ist in einem länglichen, vielpassförmigen Medaillon eingefasst, das sich von einem Hintergrund mit geometrischen und pflanzlichen Verzierungen in Grisailleform abhebt. Drei weitere Glasfenster sind älteren Datums aus dem Jahre 1878 und von einem unbekannten Künstler geschaffen. Sie zeigen das Herz Jesu, den heiligen Martin, diesmal als römischer Soldat, der seinen Mantel einem Armen teilt, und Chrodechild, die ein Kruzifix und ein Modell einer Kirche hält. Die Motive sind unter einer dreipassförmigen Arkaden vor einem Hintergrund pflanzlicher Formen in Grisaille dargestellt.

### Schloss Momuy
Das Schloss wurde im 16. Jahrhundert errichtet und bewahrte sein herrschaftliches Aussehen mit einem Bergfried, Türmen und Zwillingsfenstern. Das Gebäude wurde im 19. Jahrhundert umgestaltet. Es befindet sich in Privatbesitz und ist der Öffentlichkeit nicht zugänglich.

### Martinsquelle in Claa

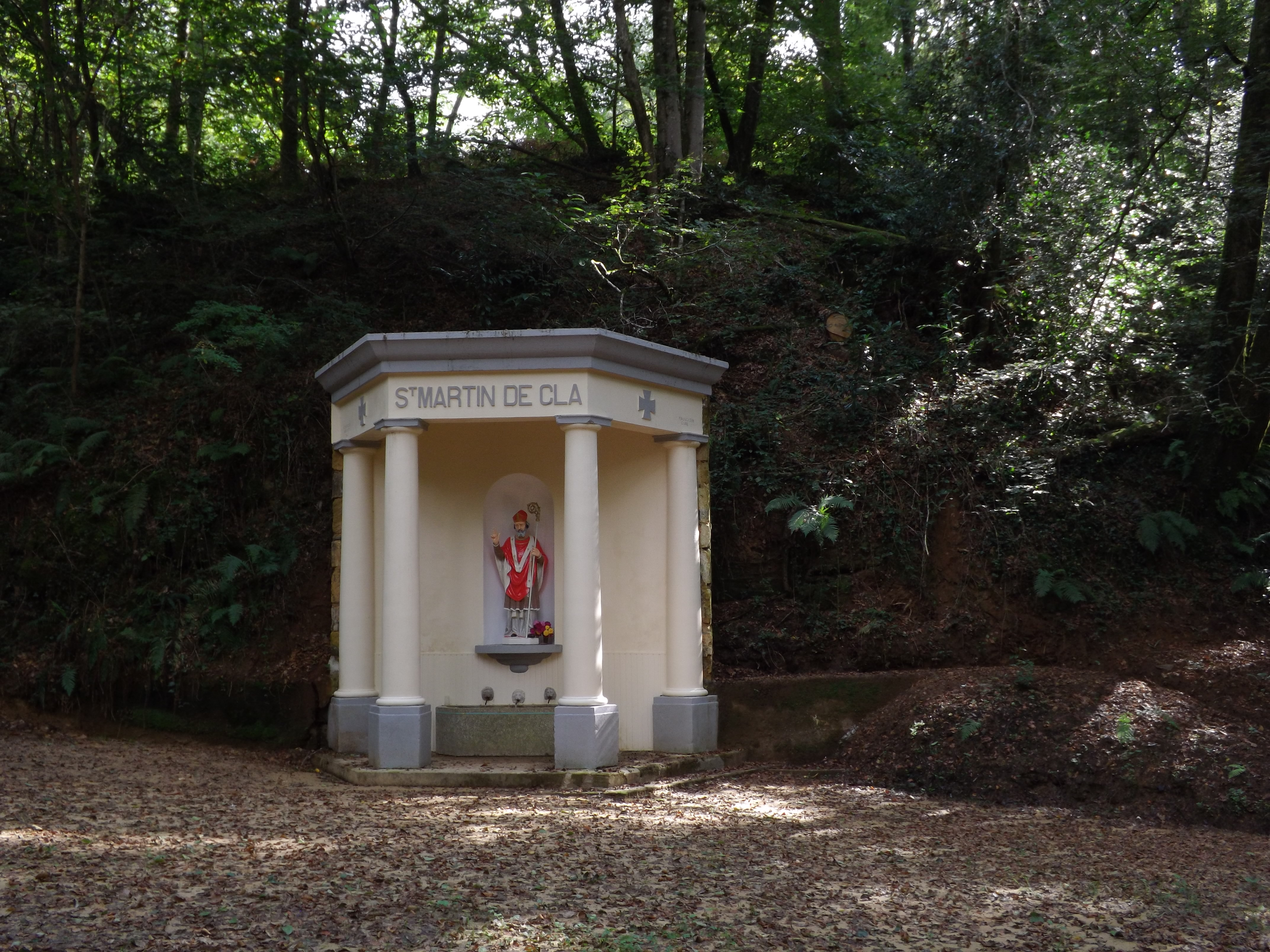
Martinsquelle

Sie befindet sich unweit der Stelle der ehemaligen Kirche von Claa unterhalb des Friedhofs. Der Priester Mauvoisin, Pfarrer in Momuy von 1936 bis 1947, gelobte die Errichtung dieser Quelle als Gegenzug für die sichere und gesunde Heimkehr der französischen Gefangenen im Zweiten Weltkrieg. Zu Beginn des Jahres 1943 begannen die Arbeiten, um die Stelle im Gestrüpp freizulegen, an dem das Wasser entspringt und anschließend das heutige Bauwerk zu errichten. Am Pfingstmontag des gleichen Jahres wurde die Quelle feierlich auch mithilfe der Nachbargemeinden eingeweiht, die sich ebenfalls auf der Demarkationslinie befanden. Das traditionelle Martinsfest, das traditionell am 11. November begangen wird, ist in Momuy auf den Montag des Gemeindefests am 15. August verlegt. aufgrund der starken Feuchtigkeit am Ende des Herbstes und um die Wallfahrer besser in das Gemeindeleben einzubinden. Die heutige Statue des heiligen Martin am Quellengebäude hat das frühere Heiligenbild ersetzt, das sich nun in der Vorhalle der Pfarrkirche befindet.

## Wirtschaft und Infrastruktur
Die Landwirtschaft ist der wichtigste Wirtschaftsfaktor der Gemeinde.

### Bildung
Die Gemeinde verfügt über eine öffentliche Vorschule.

### Verkehr
Momuy ist über die Routes départementales 58, 349, 357 und 439 mit den Nachbargemeinden verbunden. Die Route départementale 933S, die ehemalige Route nationale 133 durchquert das Zentrum der Gemeinde und verbindet es mit Hagetmau und Orthez.

## Persönlichkeiten
Pierre Veilletet, geboren am 2. Oktober 1943 in Momuy, gestorben am 8. Januar 2013, war französischer Journalist und Schriftsteller. Er arbeitete u. a. als Chefredakteur für die Tageszeitung Sud Ouest und war Vorsitzender der Organisation Reporter ohne Grenzen. 1976 erhielt er den Albert-Londres-Preis für seine Reportagen aus Spanien. Er schrieb etwa zehn Romane und Essays.